# Hot Summer Nights
Hot Summer Nights là một phim điện ảnh chính kịch thể loại neo-noir, tội phạm, tuổi mới lớn Mỹ năm 2017 do Elijah Bynum đạo diễn kiêm viết kịch bản, cũng là tác phẩm điện ảnh đầu tay của anh. Phim có sự tham gia của các diễn viên Timothée Chalamet, Maika Monroe, Alex Roe, Maia Mitchell, William Fichtner, Thomas Jane, Rachel O'Shaughnessy và Emory Cohen. Lấy bối cảnh nước Mỹ tại vùng Cape Cod, bộ phim xoay quanh mùa hè năm 1991 vẫy vùng trong ma túy và lần đầu biết yêu của một cậu thiếu niên trẻ (Chalamet).
Hot Summer Nights lần đầu ra mắt tại Liên hoan phim South by Southwest vào ngày 13 tháng 3 năm 2017. Ngày 28 tháng 6 năm 2018, bộ phim được phát hành trên nền tảng video theo yêu cầu trả phí DirecTV Cinema, sau đó hãng phim A24 phân phối tác phẩm tới một số rạp chiếu giới hạn vào ngày 27 tháng 7 năm 2018.

## Nội dung
Daniel là một thiếu niên tính tình nhút nhát. Sau khi cha mất, cậu được mẹ gửi đến nhà dì ở vùng vịnh Cape Cod để nghỉ hè. Sự chán chường của cậu biến mất ngay khi cậu gặp Hunter Strawberry, một tay chơi có tiếng trong khu vực: trong lúc Daniel đang làm việc tại một cửa hàng tiện lợi, Hunter xuất hiện và vội vã nhờ cậu giấu giúp một số cần sa trước khi cảnh sát đến. Hai người trở nên thân thiết và cùng hợp tác để kinh doanh cần sa thông qua một kẻ môi giới tên Dex. Gã cung cấp cho Daniel và Hunter nguồn hàng để họ dễ bề làm ăn, nhưng đồng thời cũng đe dọa họ sẽ gặp nguy hiểm nếu như có ý định trở mặt.
Em gái của Hunter, McKayla, là cô nàng xinh đẹp nhiều người theo đuổi nhất Cape Cod. McKayla và Daniel lần đầu gặp mặt tại một buổi chiếu phim ngoài trời, khi cô tranh cãi với bạn trai rồi bỏ hắn lại ở xe, rồi bất ngờ tiến đến xe của Daniel và bảo cậu đưa về nhà. Dù Hunter cảnh cáo Daniel không được gặp gỡ em gái mình, Daniel không thể từ bỏ việc theo đuổi McKayla. Tại lễ hội mùa hè, cậu bị bạn trai của McKayla và đám bạn của hắn đánh cho một trận nhừ tử vì bỗng nhiên xông đến và hôn môi cô nàng. Sau lần ấy, Daniel và McKayla bắt đầu hẹn hò. Cậu giấu nhẹm Hunter chuyện yêu đương với McKayla, đồng thời cũng không cho cô biết cậu làm ăn với Hunter. Cùng lúc, Hunter hẹn hò với Amy, con gái của hạ sĩ cảnh sát Frank Calhoun.
Việc bán cần sa mang lại khoản lợi nhuận khổng lồ khi Daniel và Hunter kiếm được rất nhiều tiền. Trở nên giàu có quá nhanh chóng khiến Daniel nảy ra ý định phản bội Dex, muốn tự mình phân phối cocaine mà không cho gã biết. Tuy nhiên, Dex sớm phát hiện ra và bắt Hunter phải khử Daniel. Hunter không làm vậy mà bảo Daniel chạy trốn và không bao giờ được quay trở lại nơi này. Khi Dex tìm gặp Hunter, gã bắn chết anh. Thấy anh trai mình bị giết, McKayla bỏ trốn khỏi thị trấn. Lời người dẫn chuyện cho biết rằng người ta không bao giờ thấy Daniel và McKayla nữa.

## Diễn viên
- Timothée Chalamet trong vai Daniel Middleton
- Alex Roe trong vai Hunter Strawberry
- Maika Monroe trong vai McKayla Strawberry
- Thomas Jane trong vai hạ sĩ Frank Calhoun
- Maia Mitchell trong vai Amy Calhoun
- Emory Cohen trong vai Dex
- William Fichtner trong vai Shep
- Jack Kesy trong vai Ponytail
- Rachel O'Shaughnessy trong vai Erin
- Shane Epstein Petrullo trong vai người dẫn chuyện

## Sản xuất
Ngày 26 tháng 3 năm 2015, thông báo đưa ra rằng Elijah Bynum sẽ ra mắt với vai trò đạo diễn với kịch bản do chính anh sáng tác, lấy bối cảnh vùng Cape Cod năm 1991 và mang tên Hot Summer Nights, một kịch bản thuộc danh sách Black List năm 2013. Imperative Entertainment là nhà tài trợ kinh phí đồng thời cũng tham gia sản xuất bộ phim cùng với Bradley Thomas và Dan Friedkin. Vào ngày 24 tháng 6 năm 2015, Maika Monroe, Timothée Chalamet và Alex Roe được công bố là các diễn viên chính, sau đó là sự tham gia của Maia Mitchell, Emory Cohen và Thomas Jane. Bộ phim bấm máy vào tháng 8 năm 2015 và thực chất được quay tại bang Georgia, Hoa Kỳ, thay vì ở vùng vịnh Cape Cod thuộc bang Massachusetts.

## Phát hành
Ngày 13 tháng 3 năm 2017, Hot Summer Nights có buổi công chiếu đầu tiên tại Liên hoan phim South by Southwest. A24 và DirecTV Cinema đã mua bản quyền phân phối cho bộ phim vào tháng 9 năm 2017. Tác phẩm chính thức xuất hiện trên nền tảng video theo yêu cầu trả phí DirecTV Cinema vào ngày 28 tháng 6 năm 2018. Ngày 27 tháng 7 năm 2018, phim có mặt tại các rạp chiếu với số lượng giới hạn.

## Đón nhận
Trên hệ thống tổng hợp kết quả đánh giá Rotten Tomatoes, Hot Summer Nights có tỷ lệ đánh giá tích cực là 43% dựa trên 40 nhận xét, với điểm trung bình là 5,21/10. Các chuyên gia của trang web nhất trí rằng, "Hot Summer Nights là một bộ phim hay để thưởng thức và nó chịu ảnh hưởng của một vài tác phẩm tuyệt vời, nhưng điểm mạnh của nó – trong đó có dàn diễn viên trẻ đầy thu hút – lại không thể vực dậy được cốt truyện nhàm chán." Trên trang Metacritic, số điểm trung bình của tác phẩm là 44/100 dựa trên nhận xét của 18 nhà phê bình, cho thấy "các đánh giá trái chiều hoặc ở mức trung bình".
Viết cho tờ Consequence of Sound, Michael Roffman dành lời khen cho Hot Summer Nights, gọi nó là "Một bộ phim giật gân, anti-coming-of-age theo cách không hề giấu diếm, xuất hiện với tất cả sự tự tin cần thiết, những cảnh mạo hiểm gây sốc và cả ái tình." Peter Travers của tạp chí Rolling Stone cho tác phẩm 2,5/5 sao, viết rằng "Phim có rối rắm nhưng bù lại luôn tràn trề năng lượng [...]".
David Ehrlich của IndieWire chỉ trích kịch bản "trống rỗng" và gọi bộ phim là "một tác phẩm bạo lực với ý tưởng lặp lại, các nhân vật chính cố lấy lòng khán giả để rồi đến cuối cùng trở thành vô ích." Emily Yoshida của tạp chí New York không hài lòng với lối kể chuyện phụ thuộc quá nhiều vào yếu tố hoài niệm nhưng lại rắc rối, viết: " [...] bởi vì đã có nhiều tác phẩm ra đời vào những năm 1990 mang tính hoài cổ về thập niên 70, làm tốt hơn nhiều về đề tài ma túy, thế nên bộ phim này chẳng còn gì thú vị [...]".